# Catherine Crowe
Catherine Ann Stevens, conocida como Catherine Crowe (Borough Green, 20 de septiembre de 1790–Folkestone, 14 de junio de 1876) fue una novelista inglesa, escritora de historias sociales y sobrenaturales, y dramaturga. También escribió historias infantiles.

## Biografía
Catherine Ann Stevens nació en Borough Green, Kent, Inglaterra. Fue educada en casa, pasando la mayoría de su niñez en Kent.
Se casó con un miembro del ejército, John Crowe (1783–1860) y tuvieron un hijo, John William (nacido 1823), pero el matrimonio no funcionó, y cuando conoció a Sydney Smith y su familia en Clifton, Bristol en 1828, les pidió ayuda. Poco se sabe sobre los siguientes años, pero en 1838 estaba separada de su marido, viviendo en Edimburgo, donde conoció a varios escritores, incluyendo  Thomas de Quincey de Edimburgo y Harriet Martineau y William Makepeace Thackeray de Londres. Smith fue quien le animó en su escritura.
El éxito de Stevens decayó un poco durante finales de 1850 y vendió sus derechos de autor en 1861. Después de 1852, vivió principalmente en Londres y en el extranjero, pero se mudó a Folkestone en 1871, donde murió un año después.

## Obras
Las dos obras de teatro de Crowe, la tragedia Aristodemus (1838) y el melodrama La Bondad Cruel (1853) trató tanto de temas históricos como de sus propios problemas familiares. Ambos fueron publicados y el segundo obtuvo un breve éxito en Londres en 1853.
El libro que estableció a Crowe como novelista fue Las Aventuras de Susan Hopley (1841), seguido por Hombres y Mujeres (1844), La Historia de Lily Dawson (1847), que fue muy bien acogida, Las Aventuras de una Belleza (1852), y Linny Lockwood (1854). Aun estando ambientados en personajes pertenecientes a la clase media, tenían argumentos complejos y sensacionalistas a la vez que reflexionaba sobre los valores impuestos a las mujeres victorianas, que habían sido criadas en reclusión y maltratadas por aquellos hombres que no aceptaban los estándares del buen comportamiento. Este aspecto de su escritura fue enfatizado particularmente por escritoras de generaciones posteriores en Novelistas de Mujeres del reinado de Reina Victoria (1897). Se publicaron varias ediciones de Susan Hopley, y se adaptó teatro. Periódicos como el Chambers' Edinburgh Journal y Dickens's Household Words le encargaron relatos.
La obra de teatro Susan Hopley; or the Vicissitudes of a Servant Girl, adaptada por George Dibdin Pitt, se puso en escena en el Royal Victoria Theatre en 1841 y supuso un éxito que duraría muchos años. En 1849 ya había sido interpretada 343 veces.
Crowe se decantó cada vez más hacia temas sobrenaturales, inspirándose en autores alemanes. Su colección El Lado Nocturno de la Naturaleza (1848) se convirtió en su trabajo más popular y ha sido impreso en varias ocasiones, incluso en el año 2000. Este fue traducido al alemán y al francés, y se dice que influyó en la forma de pensar de Charles Baudelaire. Su implicación en temas sobrenaturales culminó en curiosas circunstancias en febrero de 1854, cuando fue descubierta desnuda en Edimburgo de noche, convencida de que los espíritus la había vuelto invisible. Recibió tratamiento por una enfermedad mental y se cree que se recuperó. Dos de sus historias de fantasma reaparecieron en Historias victorianas de fantasmas (1936), editado por Montague Summers. Crowe también escribió libros para niños, incluyendo versiones para jóvenes lectores de La cabaña del tío Tom, Pippie's Warning or Mind your Temper (1848), La Historia de Arthur Hunter y su Primer Chelín (1861) y Las Aventuras de un Mono(1862).
- Aristodemus: Una Tragedia (Edimburgo: William Tait, 1838)
- Aventuras de Susan Hopley; o Evidencia Coyuntural (Londres: Saunders & Otley, 1841), 3 volúmenes
- Hombres y Mujeres o, Manorial Derechos (Londres: Saunders y Otley, 1843), 3 volúmenes
- La Historia de Lilly Dawson. (Londres: Henry Colburn, 1847), 3 volúmenes
- Pippie  Aviso o Mente vuestro Templar (Londres: Arthur Sala & Co., 1848)
- El lado nocturno de la naturaleza o Fantasmas y Fantasma-videntes (Londres: T. C. Newby, 1848) 2 volúmenes.
- Ligero y Oscuridad; o, Misterios de Vida (Londres: Henry Colburn, 1850), 3 volúmenes
- Las Aventuras de una Belleza (Londres: Colburn y Co., 1852), 3 volúmenes
- La Bondad Cruel: Un Juego Romántico, en Cinco Actos @– tan actuados en el Teatro Haymarket Real, Londres, el lunes 6 de junio de 1853
- Linny Lockwood: Una Novela (Londres: George Routledge & Co., 1854), 2 volúmenes
- Fantasmas y Leyendas Familiares: Un Volumen para Navidad (Londres: Thomas Cautley Newby, 1859)
- La Historia de Arthur Hunter y Su Primer Chelín, con Otros Cuentos (Londres: James Hogg & Hijos, 1861)
- Las Aventuras de un Mono: Una Narrativa Interesante (Londres: Dean e Hijo, 1862)